# Flavi Rustici Helpidi Dòmnul
Flavi Rustici Helpidi Dòmnul (llatí: Flavius Rusticius Helpidius Domnulus) fou un poeta cristià del segle v.
Hi ha diverses notícies sobre aquest poeta, però no és clar que totes facen referència al mateix personatge i es fa difícil de destriar-los.
- D'entrada, hom troba dues obres de poesia conservades en els manuscrits que porten el nom de Rusticius Helpidius, del qual es diu que havia estat qüestor.[1][2][3]
- Per altra banda, un Helpidi, metge de Teodoric, rei dels Ostrogots, diaca i amic d'Ennodi, és el correspondent d'una carta signada de Teodoric i de quatre més signades d'Ennodi.[1][2][4][5]
- Per una altra banda, en els manuscrits de Pomponi Mela i Juli Paris apareix com a revisor del text un tal Flavi Rustici Helpidi Dòmnul.[1][6]
- Finalment, entre els correspondents de Sidoni Apol·linar consta un Dòmnul, que s'identifica com a ex qüestor,[1] que segurament és el mateix que un Dòmnul esmentat en una vida de Sant Hilari d'Arle,[6] i tal vegada originari de Lió.

Mentre que Smith i el Pauly-Wissowa coincideixen a identificar el metge de Teodoric amb el poeta, l'Enciclopèdia Catòlica rebutja aquesta opció, i es decanta per identificar el correspondent de Sidoni amb el revisor dels manuscrits de Mela i Paris. El Pauly-Wissowa, d'altra banda, es decanta per separar les biografies del poeta Helpidi (i, segons la mateixa font, també metge de Teodoric) de la del correspondent de Sidoni.
Sia correcta o no la identificació d'aquests personatges, les dues obres conservades del primer són les següents:
1. Historiarum Testamenti Veteris et Novi Tristicha XXIV: vint-i-quatre composicions epigramàtiques extretes de la Bíblia, cadascuna formada per tres hexàmetres.
2. De Christi Jesu Beneficiis, un poema d'elogi i agraïment de 150 hexàmetres.